# Jerry Trainor
Jerry Trainor, właśc. Gerald William Trainor (ur. 21 stycznia 1977 w San Diego) – amerykański aktor, komik, reżyser telewizyjny i filmowy. Znany z roli Steve’a z serialu Drake i Josh oraz Spencera w serialu iCarly. 

## Życiorys
Urodził się w San Diego w Kalifornii jako syn Madelyn (z domu McNenly) Trainor i Billa Trainora. Wychowywał się z siostrą Liz. Studiował teatr improwizowany w Groundlings School w Los Angeles. Ukończył studia na Uniwersytecie Kalifornijskim w Santa Barbara. W wieku 15 lat pracował w SeaWorld jako sprzedawca oferujący dla odwiedzających churro i zimne napoje. 
W 2000 po raz pierwszy trafił na szklany ekran jako Eric w programie MTV Undressed. Od tamtego czasu wystąpił w wielu serialach telewizyjnych m.in.: Prawo i porządek, Anioł ciemności i Zwariowany świat Malcolma. Debiutował na kinowym ekranie jako chudy dzieciak w surrealistycznym dramacie psychologicznym Richarda Kelly’ego Donnie Darko (2001) u boku Jake’a Gyllenhaala.

## Filmografia

### Filmy fabularne
- 2001: Donnie Darko jako chudy dzieciak
- 2001: Ewolucja (Evolution) jako Tommy
- 2004: Dziewczyny z drużyny 2 (Bring It On Again) jako zadowolony z siebie chłopak
- 2008: iCarly leci do Japonii (iCarly: iGo to Japan, TV) jako Spencer Shay
- 2008: Wesołych świąt – Drake i Josh (Merry Christmas, Drake & Josh, TV) jako „Szalony” Steve

### Seriale TV
- 2001: Zwariowany świat Malcolma jako kadet Edwards
- 2002: On, ona i dzieciaki jako fan Star Trek
- 2002: Anioł ciemności jako Jared
- 2002: Ostry dyżur jako Darius
- 2004–2005: Jordan jako Brian
- 2004–2007: Drake i Josh jako „Szalony” Steve
- 2007–2012: iCarly jako Spencer Shay
- 2010: Victoria znaczy zwycięstwo jako osoba z widowni (1 odc.)
- 2012: Victoria znaczy zwycięstwo jako Spencer Shay
- 2013: Wendell & Vinnie jako Vinnie
- 2014: Sam i Cat jako „Szalony” Steve
- 2016: Dwie spłukane dziewczyny jako Lenin
- 2017: Prawo i porządek: Prawdziwa zbrodnia jako Will Canton
- 2018: Niebezpieczny Henryk jako Joey
- 2021–2023: iCarly (2021) jako Spencer Shay

### Dubbing
- 2010: Pingwiny z Madagaskaru – karaluch
- 2010–2015: Turbo Dudley – psi agent – Dudek
- 2012−2013: Klinika dla pluszaków - Will
- 2016: Star Butterfly kontra siły zła - Roy
- 2017: Bunsen, ty bestio! - komandor Cone
- 2018: The Adventures of Kid Danger - Wahoo Punch Bro

## Nagrody i nominacje
| Rok  | Nagroda                              | Kategoria                           | Tytuł                    | Rezultat  |
| ---- | ------------------------------------ | ----------------------------------- | ------------------------ | --------- |
| 2009 | Teen Choice Awards                   | Choice TV Actor: Comedy             | iCarly                   | Nominacja |
| 2010 | Australian Kids' Choice Awards       | LOL Award                           | iCarly                   | Wygrana   |
| 2010 | Australian Kids' Choice Awards       | Big Kid Award                       | iCarly                   | Nominacja |
| 2011 | UK Kids' Choice Awards               | Nick UK's Favourite Show            | iCarly                   | Wygrana   |
| 2011 | Meus Prêmios Nick Brazil             | Funniest Character                  | iCarly                   | Nominacja |
| 2012 | Nickelodeon Kids’ Choice Awards 2012 | Funniest TV Sidekick                | iCarly                   | Nominacja |
| 2013 | Daytime Emmy Award                   | Wybitna rola w programie animowanym | Turbo Dudley – psi agent | Nominacja |